# Phil Markowitz
Philip L. „Phil“ Markowitz (* 6. September 1952 in New York City) ist ein amerikanischer Musiker (Keyboarder, Komponist) des Fusion Jazz, der aber auch als lyrischer Begleiter auf dem akustischen Klavier hervorgetreten ist.

## Leben und Wirken
Markowitz hatte seit seinem vierten Lebensjahr Klavierunterricht und ab dem achten Lebensjahr Kompositionsunterricht. Er studierte an der Eastman School of Music. Die von ihm in dieser Zeit gegründete Band Petrus wurde auf dem Newport Jazz Festival 1973 als die meistversprechende Fusiongruppe präsentiert. Ab 1975 arbeitete er mit Nick Brignola,  Jeremy Steig und Joe Chambers, aber bald auch mit Toots Thielemans, mit Miroslav Vitouš und mit Chet Baker, mit dem er bis 1983 auch mehrfach in Europa war. Er war ferner mit Bob Berg, Al Di Meola, den Brecker Brothers, sowie mit Stan Getz, Lionel Hampton, Dizzy Gillespie und Mel Lewis zu hören. Mit Eddie Gomez und Al Foster nahm er 1980 das (erst später veröffentlichte) Album „Sno Peas“, bevor er 1983 sein Debütalbum einspielte. 1985 gründete er ein Trio mit Di Meola und Airto Moreira, das dann mit Chip Jackson und Danny Gottlieb zum Quintett erweitert wurde und das Album „Soaring Through a Dream“ veröffentlichte. 1987 wurde er Mitglied der Bigband von Bob Mintzer; seit 1990 war er auch mit Dave Liebman, mit dem er Alben wie „Miles Away“ oder „Voyage“ vorlegte, international unterwegs. Daneben unterhält er weiterhin ein eigenes Trio und war in den letzten Jahren mit Joe Lovano, Liebman und Ravi Coltrane als Saxophone Summit unterwegs. Weiterhin wirkte er an Aufnahmen von Phil Woods, Vic Juris, Marvin Stamm oder Jerry Hahn mit.
Markowitz war als Hochschullehrer zunächst am Mannes College tätig und lehrt heute an der Manhattan School of Music. Er gibt aber auch Meisterkurse an der University of Miami, der Eastman School und in Europa. Er wurde mit mehreren Kompositionspreisen ausgezeichnet.

## Diskografische Hinweise
- Restless Dreams (1983)
- Mit Al Di Meola: Soaring Through a Dream (1985)
- Vic Juris: Night Tripper (1995)
- In the Woods (1996)
- Mit Dave Liebman: But Beautiful (2001)
- Phil Markowitz / Richard Andersson / Anders Mogensen: In Transit (2016)
- Mit Dave Liebman und Joe Lovano: Compassion: The Music of John Coltrane (2007, ed. 2017)
- Mit Chet Baker: Blue Room: The 1979 VARA Studio Sessions in Holland (2023)

## Lexigraphische Einträge
- Leonard Feather, Ira Gitler: The Biographical Encyclopedia of Jazz. Oxford University Press, New York 1999, ISBN 0-19-532000-X.
- Martin Kunzler: Jazz-Lexikon. Band 2: M–Z (= rororo-Sachbuch. Bd. 16513). 2. Auflage. Rowohlt, Reinbek bei Hamburg 2004, ISBN 3-499-16513-9.